# 平潭県
平潭県（へいたんけん）は中華人民共和国福建省に位置する省直轄の県。暫定的に福州市の代理管轄下に置かれていたが、2009年に「福州（平潭）総合実験区」が設立され、2012年に「福建省平潭総合実験区」と改称された。2013年7月には、平潭総合実験区が市級行政権限を取得し、福州市の下部機関ではなくなり、福建省政府直属の市級行政区となった。

## 概要
平潭県は126の島々から成り、主島である平潭島（海壇島）の面積は271平方キロメートルで、中華人民共和国の法律上、5番目に大きい島（実際の管轄においては第4位）である。また、中国大陸で台湾に最も近い陸地でもある。そのため、2009年5月14日には、国務院が『福建省の海峡西岸経済区建設の加速を支持する若干の意見』を正式に公布し、「海西経済特区（海峡西岸経済区）」の建設が地域戦略から国家戦略へと格上げされた。
2009年7月末に開催された中国共産党福建省委員会 第8期第6回全体会議では、「福州（平潭）総合実験区の設立」を正式決定し、両岸（中台）のより緊密な協力と交流を実現する地域プラットフォームの構築および「両岸協力の新たなモデルを探る模範地区として平潭を発展させる」ことが決議された。
2014年より、18平方キロメートルに及ぶ両岸地域金融センターの建設、石油化学、自動車、電子機器、精密機械製造などの分野で、台湾資本による年商100億元超の企業10社を重点育成、福建・台湾の協力による石油化学・情報産業の1000億元超規模の産業クラスターの形成と言う取り組みが進められている。

## 歴史
1048年（慶暦8年）、北宋により海論里が設置された。
1798年（嘉慶3年）に清により平潭庁に改編され、1912年に県制が施行された。
1873年に牛山島灯台が設置されたが、1945年に中国軍が上陸し爆破。第二次大戦後再建され、1982年には臨時の灯台が運用された。1987年に新灯台が竣工し運用されている。
1945年4月、平潭県牛山島の海域で日本の貨客船「阿波丸」が、アメリカ海軍の潜水艦の魚雷を受け台湾海峡で沈没した阿波丸事件が発生した。
2009年7月、福州市人民政府は平潭県に「福州（平潭）総合実験区」を設立した。2012年にはその名称を「福建省平潭総合実験区」へと変更した。その後、2013年7月には、平潭実験区が市級行政権限を取得し、福州市の管轄行政区ではなくなり、福建省政府直属の機関となった。
2018年9月、平潭島において初の医学中心級病院である福建医科大学附属平潭協和医院が開院した。
2019年4月、平潭港・金井港区の第一期工事が完了し開港した。今後の計画では、貨物保管施設28,000㎡（うち食品冷蔵保管5,200㎡）を整備し、台湾および南アジア向けの越境EC産業の開発を積極推進している。高雄港との貨物直航便も開通した。

## 地理
平潭県は126の島嶼からなり、名前の付く岩礁は648個ある。平潭島は別名海壇島とも呼ばれ、福建省最大の島で面積は370.9平方キロメートル、中国では5番目に大きい。また、平潭県最東部には台湾海峡に面する牛山島があり、台湾島まで68海里と距離が最も近い中国大陸側の島である。平潭県は沖縄県八重山郡与那国町から330km離れている。

## 経済
2009年7月に平潭総合実験区が置かれ、国家戦略として「海西経済特区（海峡西岸経済区）」と指定されてから、「対台湾関係の戦略的拠点」として明確に位置づけられ、両岸交流のハブとしての役割をさらに強化する国家方針に沿って投資が進んでいる。現在では、地理的優位性を活かした対台湾貿易・物流・観光・文化交流を中心に、総合的な地域経済発展を遂げつつある地域となっている。歴史的には漁業・水産業の拠点であったが、現在では製造業を中心とした第二次産業の成長が堅調である一方、第三次産業が全体を主導し続けている。中でも、文化・観光産業の成長が特に顕著で、独自の優れた自然資源（海岸線・島嶼景観・風光）を活かし、近年は多くの映画・ドラマやバラエティ番組のロケ地として注目を集めている。但しその後の中台関係の悪化で経済交流の将来は不透明である。

## 実験区としての制度

### 市民管理
平潭総合実験区では、地域コミュニティ、学校、病院、公共文化施設などに、台湾籍の職員を配置する制度が導入されている。
また、2019年から平潭は全国初の「ネットワーク身分認証プラットフォーム（CTIDプラットフォーム）」導入試験都市となり、住民は1つの二次元コードで身分証、台湾籍居住証などの証明書を代替し、さらに各種の職業資格証や学歴証明とも連携することで、「1つのコードですべての社会的身分を証明できる」システムを実現している。

### 通関制度
平潭総合実験区の通関政策は、「一線放寛」（国外（含む台湾）との出入りは比較的柔軟とする）、「二線厳格管理」（中国本土との出入りに関しては厳格に管理）、「人貨分離」（人の移動と貨物の流通を分離して対応）、「分類管理」（対象の性質に応じた差別化された管理体制）の原則を取っている。つまり第二国境（平潭）の管理が香港やマカオと同様に厳格に運用されている。

### 税制政策
平潭では台湾資本に対し、台湾籍投資者の用地・賃貸料の減免、事業所得税・個人所得税の軽減（福建省人民政府が補助）、港湾地区における免税店の設置などの優遇税制を提供している。

### 通貨制度
平潭総合実験区では、人民元と新台湾ドルの二重通貨制度（「双幣制」）を採用しており、平潭域内の銀行と台湾の銀行との間で、人民元および新台湾ドルのインターバンク口座の開設を許可している。条件を満たす銀行は、企業・個人の双方に人民元・新台湾ドルの口座を開設可能としている。これは、中台間の金融協力や投資促進を強化するための制度的実験と位置づけられている。

### 交通制度
平潭総合実験区では、台湾の自動車はそのまま運転が可能である
。

## 行政区画

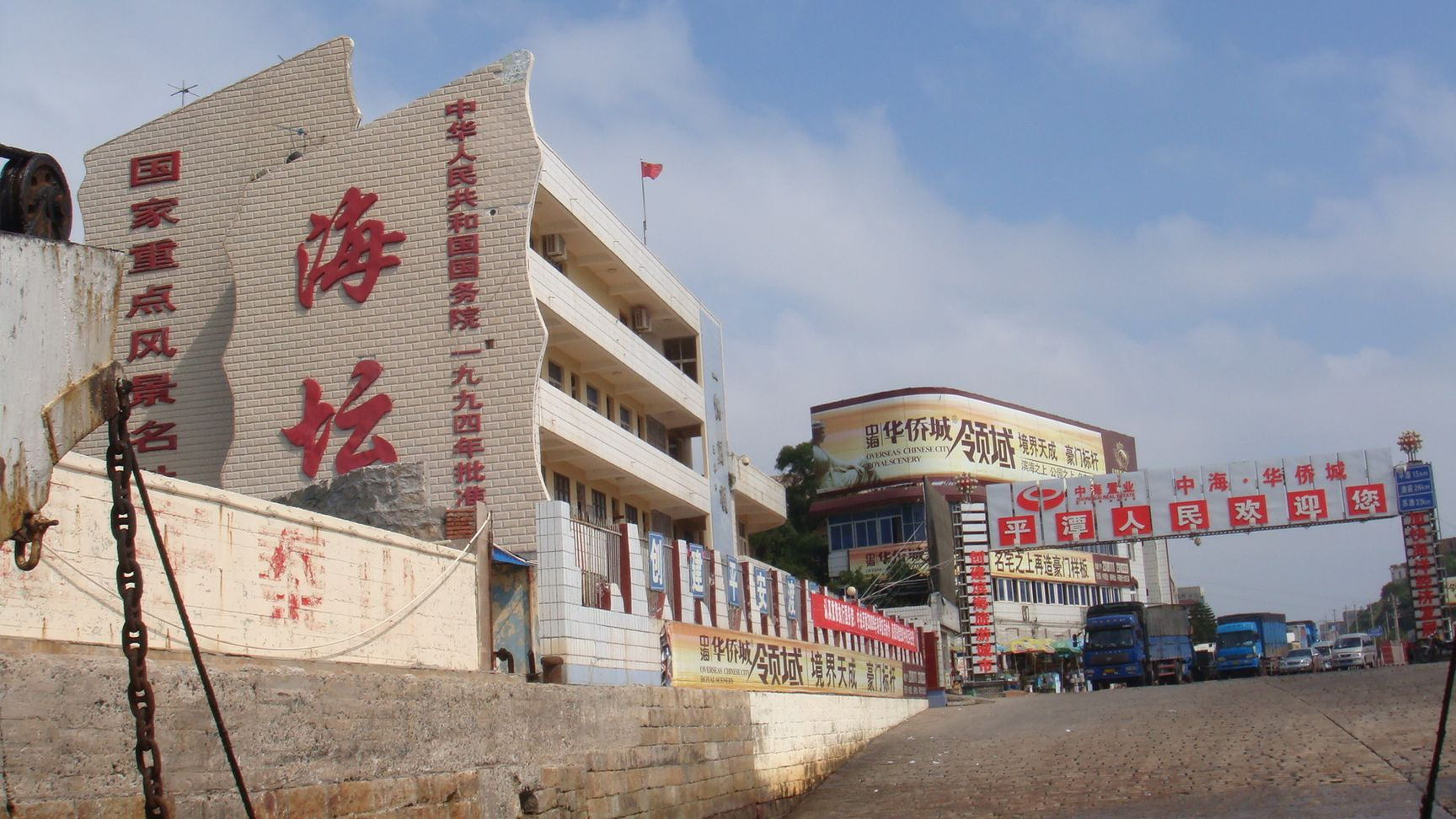
平潭娘宮埠頭(2009)

下部に1街道、3鎮、3郷を管轄する。
- 街道
  - 海壇街道
- 鎮
  - 金井鎮、君山鎮、蘇平鎮
- 鎮
  - 東庠郷、嶼頭郷、南海郷

## 交通

### 海運
現在、海峡両岸（中国大陸と台湾）を結ぶ船舶の直航が可能となっており、RO-RO船による旅客・貨物用フェリー（RO-PAX）が定期的に運航している。

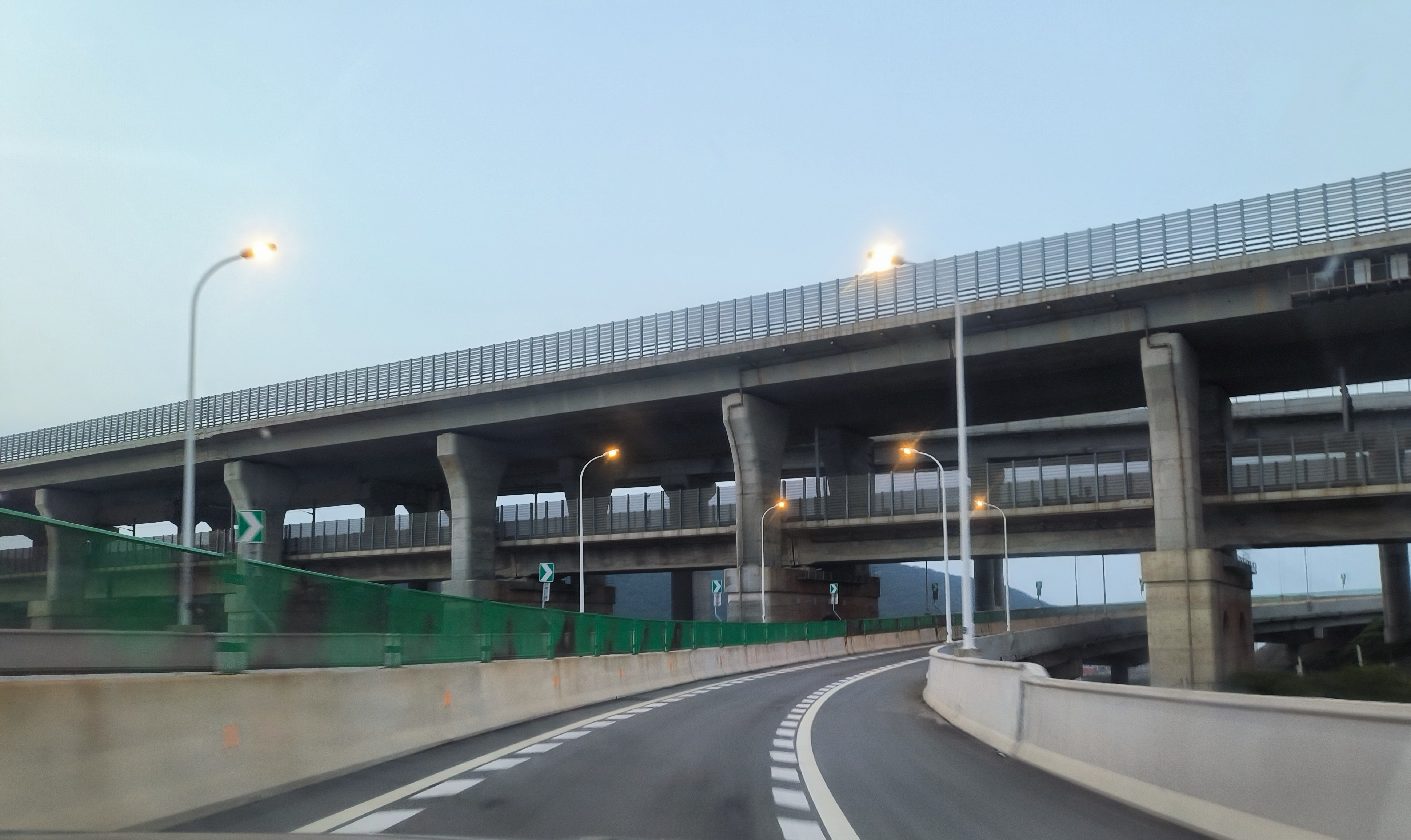
平潭海峡鉄道道路併用橋

- 海峡号（平潭 - 台北、台中）：週1便

### 鉄道
- 中国国家鉄路集団
  - 福平線（中国語版）
    - 平潭駅

### 道路
- 高速道路
  - 京台高速道路
  - 漁平高速道路（中国語版）
- 国道
  - G104国道（中国語版）

## 特産品
- 花崗岩
- 珪砂
- 海産物（特に「八珍」と呼ばれたアワビ、干し貝柱、クラゲ、フカヒレ、スルメイカ、フナ、ナマコ、魚膠など）
- 海苔
- 平潭水仙

## 観光
- 龍王頭海水浴場
- 三十六脚湖
- 崇台
- 指動石
- 南寨石林
- 海壇古城
- 売丘頭遺跡群
- 瓷園頭遺跡
- 祠堂後遺跡
- 馬鞍山遺跡
- 南後見峰山
- 仙人井